# FUN!FUN!RUN!ランナーズTV
FUN!FUN!RUN!ランナーズTVは、BSフジにて2007年5月15日より開始した番組である。放送時間は毎週火曜22：30～23：00（日曜19:00～19:30の再放送あり）。
「ランニング」をテーマに「走る楽しみ」「走る喜び」「走る感動」を実感してもらうために、ランニングのノウハウを始め、おすすめコース、レース情報などランニングにまつわる情報も伝授する。

## 出演
- 谷川真理